# Винтер, Эдуард
Эдуа́рд Ви́нтер (нем. Eduard Winter; 16 сентября 1896, г. Гроттау, Северная Богемия Австро-Венгрия (ныне Градек-над-Нисоу Либерецкого края Чешской Республики) — 3 марта 1982, Берлин ГДР) — немецкий учёный, историк-славист, академик, действительный член Берлинской Академии наук (ГДР) (1948). Доктор богословия (1922) и философии (1926).

## Биография
Родился в рабочей семье. Учился на богословском факультете Университета Инсбрука. В 1919 г. посвящён в сан католического священника. Продолжил учёбу в Немецком университете им. Карла-Фердинанда. В 1921 году получил первую докторскую степень.
В конце 1926 г. посетил Рим. С 1927 по 1934 г. — адъюнкт-профессор христианской философии Богословского факультета Немецкого университета в Праге.
В последующие годы сблизился с движением судетских немцев и национал-социализмом. Член нацистской партии (НСДАП) с 1939 года. В 1940 году женился; в том же году в семье родился ребёнок. Винтер обратился с просьбой об освобождении его от сана, в результате скандала был отлучен от Церкви.
С осени 1941 года преподавал курс европейской интеллектуальной истории того же университета. Сферой его научных интересов стало реформирование католицизма, образования и Иосифизм. Являлся также членом СС; в 1941 году был рекомендован для работы в штабе рейхсляйтера Розенберга (нацистская организация, занимавшаяся конфискацией и вывозом культурных ценностей с оккупированных территорий); в 1945-м работал в СД (Служба безопасности рейхсфюрера СС).
В конце июля 1945 года был исключен из университета, одним из первых покинул Прагу и переехал в Австрию. Перешел на марксистские позиции. С 1946 г. — профессор, а в 1948—1951 г. — ректор Галле-Виттенбергского университета в Галле.
С 1950 по 1966 г. — профессор Берлинского университета им. Гумбольдта. С 1966 г. — на пенсии.

## Избранные научные труды
Автор трудов по истории и культуре народов Восточной Европы, в частности России и Украины. Тематика исторических исследований профессора Эдуарда Винтера — эпоха Просвещения, история славянских народов, русско-германские культурные связи и др. Значительное место в его исследованиях занимают проблемы истории, идеологии и политики католической церкви и папства, где Э.Винтер выступает как оригинальный и прогрессивный исследователь.
- Папство и Русь (трилогия)
- Византия и Рим в борьбе за Украину (1942)
- Россия и Ватикан в эпоху империализма (1945)
- Ватикан и русско-французский союз. 1894. (1948)
- Россия и славянские народы в дипломатии Ватикана. 1878—1903 (1950)
- Папство и царизм (1964)
- Политика Ватикана в отношении СССР. 1917—1968 (1977)

Подготовил публикацию «Немецкие произведения Ивана Франко по истории и культуре Украины» (1968).
Лауреат Национальной премии ГДР (1956).